# Amsterdam Chess Open 2023
Het Amsterdam Chess Open 2023 was de eerste editie van het Amsterdam Chess Open. Aan het toernooi deden 249 schakers mee. Rick Lahaye werd eerste.
De organisatie van het toernooi lag in handen van de Stichting Amsterdam Chess Open. Hoofdsponsor was de Schaakbond Groot-Amsterdam.

## Geschiedenis
Na het verdwijnen van het Eijgenbroodtoernooi (sinds 2019) en het toernooi om het persoonlijke kampioenschap van de SGA (sinds 2018) werden er geen weekendschaaktoernooien meer georganiseerd in de hoofdstad. De Schaakbond Groot-Amsterdam is daarom op zoek gegaan naar organisatoren die een nieuw weekendtoernooi op poten wilden zetten. Schakers van drie verschillende verenigingen (Caïssa, Sv Amsterdam West en SV Zwart op Wit) vormden een commissie en richtten voor de organisatie van het toernooi een stichting op, de Stichting Amsterdam Chess Open.
Het toernooi bestond uit vier ratinggroepen (>2000, 1700-2050, 1400-1750 en < 1450), die werden ingedeeld volgens het Zwitsers systeem. Locatie van het toernooi was het Cygnus Gymnasium in Amsterdam-Oost, waar het Vereenigd Amsterdamsch Schaakgenootschap zijn speellocatie heeft.
Aanvankelijk was het maximum aantal deelnemers bepaald op 200, maar vanwege de grote animo heeft de organisatie de capaciteit opgehoogd naar 250 deelnemers. Er werden 25 wildcards vergeven aan SGA-leden.
Diverse bekende schakers namen deel aan het toernooi, waaronder waaronder IM Arthur Pijpers, Rick Lahaye, IM Barry Brink, FM Khoi Pham, IM Albert Blees, Daan Zult, FM Michaël Wunnink, FM Arno Bezemer, FM Esper van Baar, FM Aran Köhler en FM Cesar Becx en Tweede Kamerlid Olaf Ephraim. Grootmeester Paul van der Sterren verrichtte de opening van het toernooi.
Tijdens het toernooi werden een aantal partijen live uitgezonden via chess.com. Schaakinfluencer the chess nerd (Zachary Saine) streamde zijn partijen op Twitch.

## Top 20

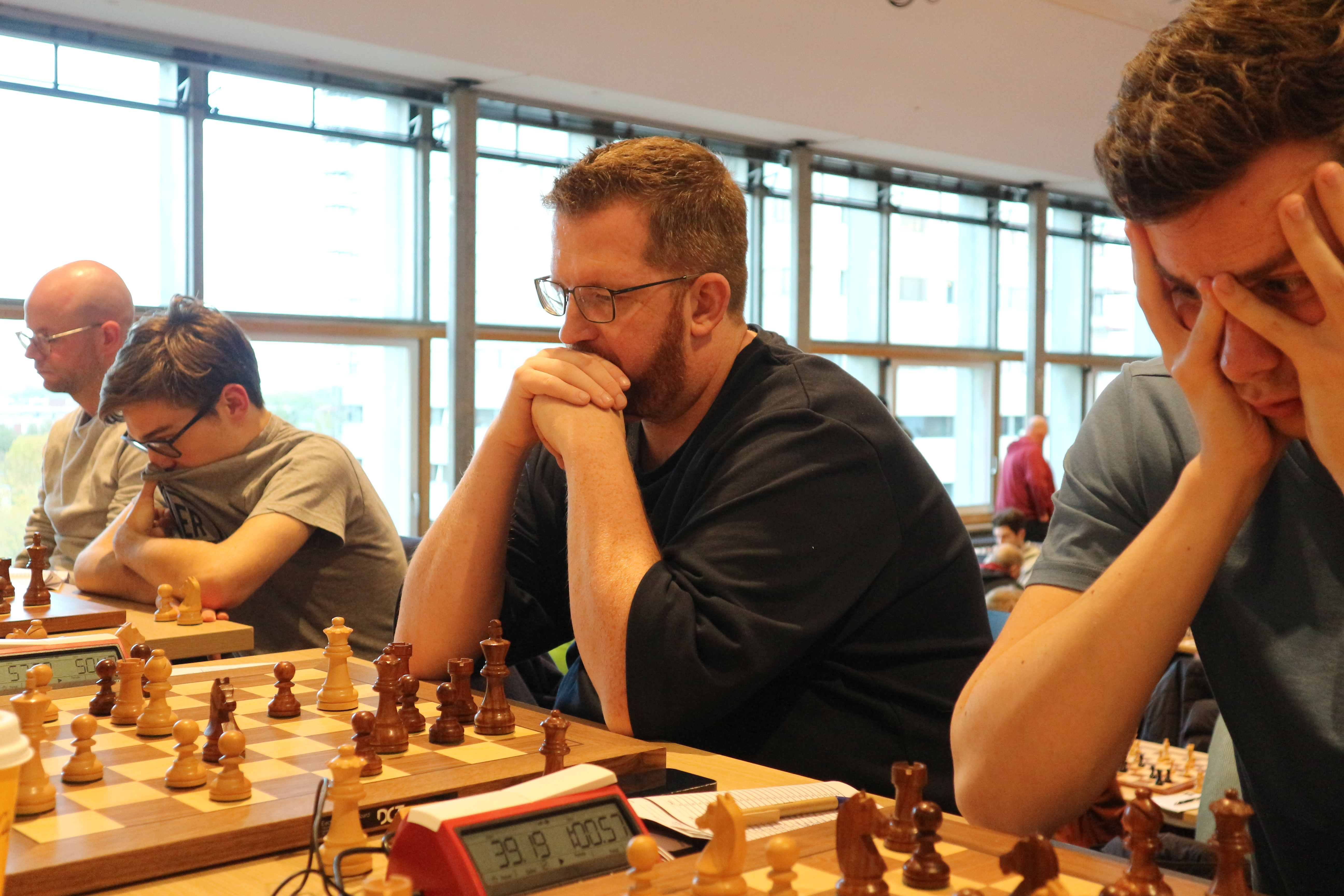
Rick Lahaye, winnaar eerste Amsterdam Chess Open

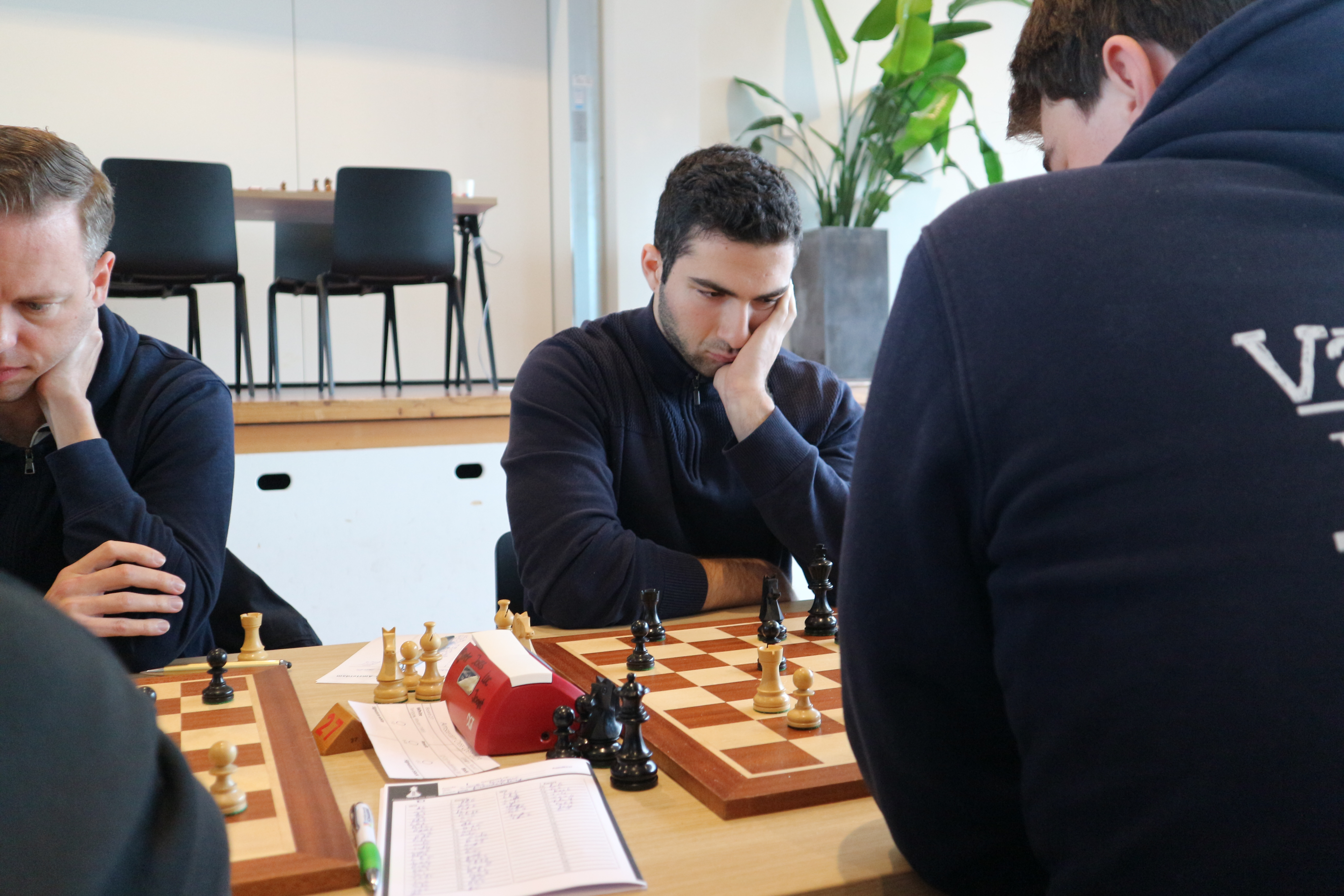
Murad Abdulla, tweede

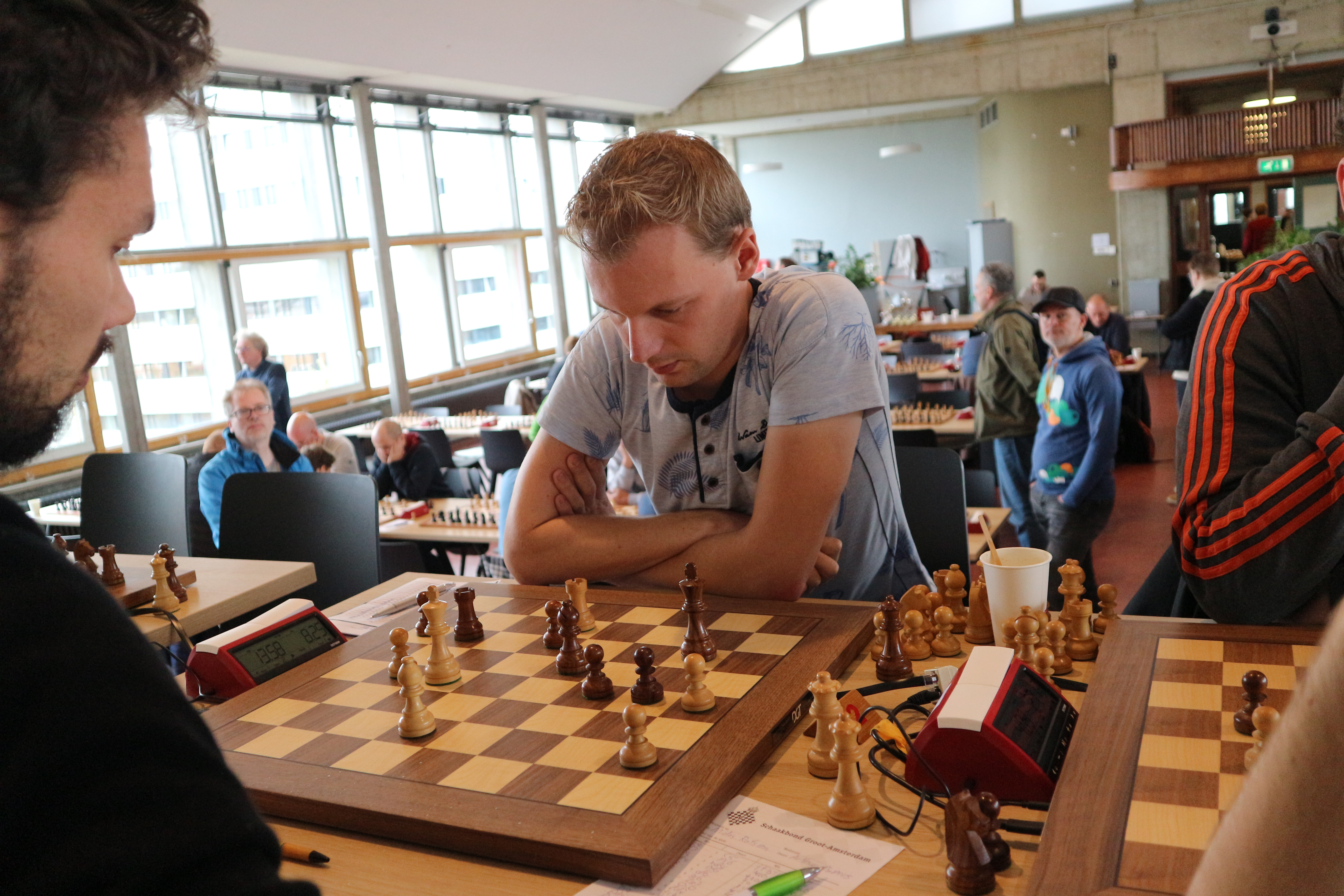
Arthur Pijpers, derde

## Top 20[6]
| #  | FED                | Naam                   | Elo  | Score | BH   | SB    | TPR  |
| -- | ------------------ | ---------------------- | ---- | ----- | ---- | ----- | ---- |
| 1  | Vlag van Nederland | Rick Lahaye            | 2427 | 5     | 20   | 16.5  | 2464 |
| 2  | Vlag van Schotland | FM Murad Abdulla       | 2322 | 4½    | 22.5 | 16.25 | 2382 |
| 3  | Vlag van Nederland | IM Arthur Pijpers      | 2433 | 4½    | 22.5 | 15.75 | 2474 |
| 4  | Vlag van Nederland | IM Barry Brink         | 2378 | 4½    | 20.5 | 14.75 | 2376 |
| 5  | Vlag van Nederland | FM Maurice Schippers   | 2219 | 4½    | 20.5 | 14.5  | 2429 |
| 6  | Vlag van Nederland | CM Rogier Van Arkel    | 2210 | 4½    | 19.5 | 14    | 2332 |
| 7  | Vlag van Nederland | FM Midas Ratsma        | 2198 | 4½    | 18.5 | 13.25 | 2315 |
| 8  | Vlag van Nederland | CM Christopher Brookes | 2193 | 4½    | 17   | 11.25 | 2252 |
| 9  | Vlag van Oekraïne  | IM Bogdan Borsos       | 2124 | 4     | 22.5 | 14.75 | 2402 |
| 10 | Vlag van Nederland | FM Khoi Pham           | 2356 | 4     | 21   | 12.75 | 2283 |
| 11 | Vlag van Nederland | Daan Zult              | 2310 | 4     | 19   | 12    | 2277 |
| 12 | Vlag van België    | Yari Coucke            | 1922 | 4     | 19   | 10.5  | 2260 |
| 13 | Vlag van Nederland | Colin Stolwijk         | 2259 | 3½    | 22.5 | 11.75 | 2284 |
| 14 | Vlag van Spanje    | Andres Presa Villa     | 2122 | 3½    | 22   | 12    | 2223 |
| 15 | Vlag van Nederland | FM Esper van Baar      | 2168 | 3½    | 21.5 | 11.25 | 2258 |
| 16 | Vlag van Nederland | Sierk Kanis            | 2153 | 3½    | 21   | 11.5  | 2242 |
| 17 | Vlag van Nederland | Tobias Hendriks        | 2096 | 3½    | 20.5 | 10.25 | 2262 |
| 18 | Vlag van Nederland | Elmar Hommes           | 2072 | 3½    | 20   | 10.25 | 2157 |
| 19 | Vlag van Polen     | WGM Anna Warakomska    | 2193 | 3½    | 20   | 10    | 2232 |
| 20 | Vlag van Nederland | FM Arno Bezemer        | 2210 | 3½    | 19   | 10.5  | 2184 |

## Wil Haggenburg-trofee

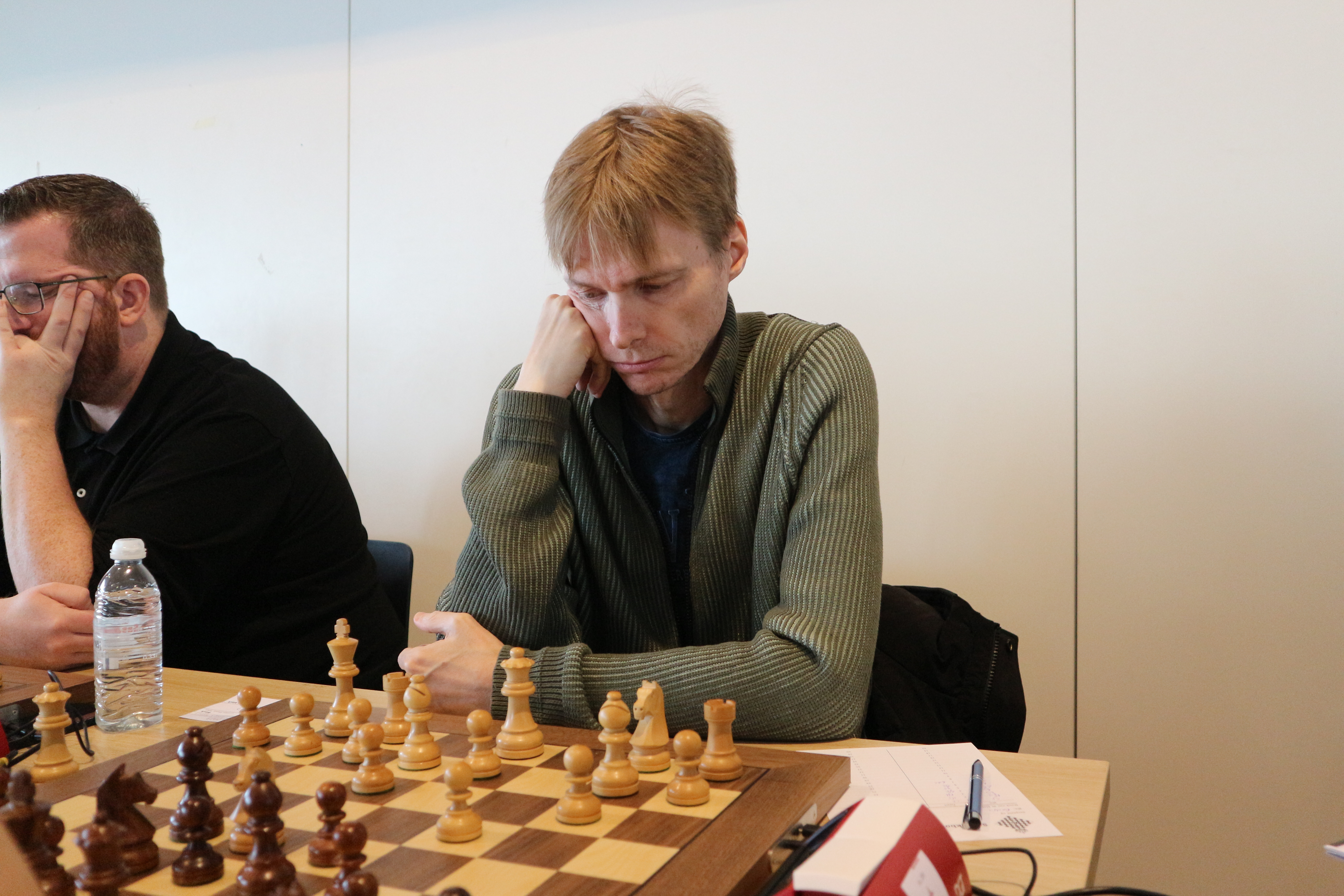
Barry Brink, winnaar Wil Haggenburg-trofee

Tijdens het Amsterdam Chess Open 2023 werd ook de Wil Haggenburg-trofee uitgereikt aan de beste schaker van de SGA. Vier schakers eindigden qua wedstrijdpunten op gelijke hoogte: Barry Brink, Maurice Schippers, Rogier van Arkel en Christopher Brookes. Op tie-break werd Barry Brink winnaar van de trofee. Hij kwalificeerde zich daarmee voor de voorronden van het Nederlands kampioenschap schaken.